# Мацуно
Мацуно (яп. 松野町 Мацуно-тё:) — посёлок в Японии, находящийся в уезде Китаува префектуры Эхимэ. Площадь посёлка составляет 98,50 км², население — 4152 человека (1 августа 2014), плотность населения — 42,15 чел./км².

## Географическое положение
Посёлок расположен на острове Сикоку в префектуре Эхимэ региона Сикоку. С ним граничат города Увадзима, Симанто и посёлки Кихоку, Симанто.

## Население
Население посёлка составляет 4152 человека (1 августа 2014), а плотность — 42,15 чел./км². Изменение численности населения с 1980 по 2005 годы:
| 1980 | 5912 чел. |  |
| 1985 | 5682 чел. |  |
| 1990 | 5325 чел. |  |
| 1995 | 5038 чел. |  |
| 2000 | 4906 чел. |  |
| 2005 | 4690 чел. |  |

## Символика
Цветком посёлка считается Calanthea discolor.